# Высокочастотный диод
Высокочасто́тный дио́д — полупроводниковый диод с p-n-переходом, имеющий малую собственную конструктивную и барьерную ёмкости и малое время восстановления обратного сопротивления.
Применяется в схемах смесителей и для выпрямления (детектирования) высокочастотных сигналов. Условно к высокочастотным диодам относят диоды предназначенные для работы на частотах до 600 МГц. сверхвысокочастотные диоды (СВЧ диоды) — до нескольких десятков ГГц.
При изготовлении высокочастотных диодов принимают меры для снижения ёмкостей и снижения времени обратного восстановления, для чего уменьшают площадь перехода, например, это достигается в точечных диодах и легируют кремний золотом, поэтому такие диоды имеют невысокие предельно-допустимые параметры по прямому току и обратному напряжению — до десятков миллиампер и десятков вольт.
Основные существенные для применения параметры высокочастотных диодов это его ёмкость и предельная частота, на которой диод сохраняет свои выпрямительные свойства. Также в спецификациях на такие диоды часто указывают время обратного восстановления при заданном прямом токе или заряд восстановления — заряд неосновных носителей накопленный в базе диода при прохождении прямого тока.